# Gornji Orlovci
Gornji Orlovci su naseljeno mjesto u sastavu općine Prijedor, Republika Srpska, BiH.

## Stanovništvo
| Gornji Orlovci     |              |
| godina popisa      | 1991.        |
| Srbi               | 408 (89,47%) |
| Hrvati             | 3 (0,66%)    |
| Muslimani          | 3 (0,66%)    |
| Jugoslaveni        | 29 (6,36%)   |
| ostali i nepoznato | 13 (2,85%)   |
| ukupno             | 456          |